# Ранди Куейд
Ранди Рандал Руди Куейд (на английски: Randy Randall Rudy Quaid) (роден на 1 октомври 1950 г.), по-известен просто като Ранди Куейд, е американски актьор. Участва във филми като „Дни на грохот“, „Денят на независимостта“, „Приключенията на Роки и Булуинкъл“ и „Планината Броукбек“. По-голям брат е на актьора Денис Куейд. 

## Избрана филмография
| Година | Филм                         | Оригинално заглавие          | Роля                | Режисьор                  |
| ------ | ---------------------------- | ---------------------------- | ------------------- | ------------------------- |
| 1971   | Последната прожекция         | The Last Picture Show        | Лестър Марлоу       | Питър Богданович          |
| 1972   | Какво става, докторе?        | What's Up, Doc?              | Професор Хоскит     | Питър Богданович          |
| 1973   | Последният наряд             | The Last Detail              | Лари                | Хал Ашби                  |
| 1973   | Хартиена луна                | Paper Moon                   | Лерой               | Питър Богданович          |
| 1978   | Среднощен експрес            | Midnight Express             | Джими               | Алън Паркър               |
| 1990   | Бърза смяна                  | Quick Change                 | Лумис               | Хауърд Франклин, Бил Мъри |
| 1990   | Дни на грохот                | Days of Thunder              | Тим Деланд          | Тони Скот                 |
| 1994   | Вестникът                    | The Paper                    | Макдугъл            | Рон Хауърд                |
| 1996   | Денят на независимостта      | Independence Day             | Ръсел Кейс          | Роланд Емерих             |
| 1997   | Ваканция във Вегас           | Vegas Vacation               | Еди Джонсън         | Стивън Кеслър             |
| 2001   | Един не-тъп американски филм | Not Another Teen Movie       | Г-н Бригс           | Джоел Галън               |
| 2002   | Приключенията на Плуто Наш   | The Adventures of Pluto Nash | Бруно               | Рон Ъндърууд              |
| 2003   | Черен кадилак                | Black Cadillac               | полицай Чарли       | Джон Мурловски            |
| 2003   | Каролайна                    | Carolina                     | Теодор (Тед) Мирабо | Марлийн Горис             |
| 2005   | Планината Броукбек           | Brokeback Mountain           | Джо Агуайър         | Анг Лий                   |